# Didattica della geografia
La didattica della geografia è una disciplina entrata di recente nelle università italiane. Tratta degli argomenti (contenuti, strumenti, metodi) correlati all'insegnamento della geografia. Esiste un'associazione nazionale, l'Associazione italiana insegnanti di geografia (AIIG) che si occupa dell'argomento, pubblica libri, una rivista e organizza convegni, corsi e seminari.